# IC 1611
IC 1611 је расијано звјездано јато у сазвјежђу Тукан које се налази на листи објеката дубоког неба у Индекс каталогу.
Деклинација објекта је - 72° 19' 57" а ректасцензија 0h 59m 48,7s. Привидна величина (магнитуда) објекта IC 1611 износи 12,0. IC 1611 је још познат и под ознакама ESO 29-SC27.